# Ophiderma salamandra
Ophiderma salamandra är en insektsart som beskrevs av Leon Fairmaire. Ophiderma salamandra ingår i släktet Ophiderma och familjen hornstritar. Inga underarter finns listade i Catalogue of Life.